# Louise de Corcelles
Louise-Honorée-Françoise Polier de Corcelles, geboren Louise-Honorée-Françoise de Saussure de Bercher, (* 21. März 1726 in Lausanne; † 26. Februar 1796 ebenda) war eine Schweizer Pastell-Porträtmalerin und Dekorationsmalerin.

## Leben
Louise de Corcelles war die Tochter von David de Saussure, Baron von Bercher, einem Offizier im Dienste Frankreichs, Börsenmakler und Mitglied des Kleinrats von Lausanne. Ihre Mutter war Angélique Mannlich de Bettens, Tochter von Georges Mannlich, ebenfalls Offizier in französischen Diensten und Mitglied des Berner Rats der Zweihundert.
Über das frühe Leben von Louise ist wenig bekannt. Sie war eine Cousine der Familie Constant de Rebecque und ursprünglich verliebte sie sich in einen Cousin Philippe de Constant, konnte ihn aber aufgrund der örtlichen Gesetze nicht heiraten. Im Jahr 1754 heiratete sie Etienne d’Aubonne, einen Oberst der niederländischen Armee, der 1759 starb. Im Jahr 1767 heiratete sie Jonathan Polier de Saint-Germain, Herrn von Corcelles und Untervogt von Lausanne. Mit ihrem zweiten Mann verbrachte sie die Winter in ihrem Haus an der Place Saint-François in Lausanne und die Sommer entweder auf ihrem Schloss in Corcelles-le-Jorat, in der Provence oder im Kurort Plombières im Elsass.
Louise de Corcelles war musikalisch und zeichnerisch begabt. Sie porträtierte regelmässig Verwandte und Freunde. Ihre Pastelle waren für ihre malerische Qualität bekannt, wie Rosalie de Constant bezeugt: „Sie zeichnete und malte mit echtem Talent, erfasste immer die Ähnlichkeiten und legte in ihre Porträts den Geist, den Charakter ihrer Modelle.“ Auch Isabelle de Charrière würdigt sie in einigen ihrer Briefe als Pastellmalerin. Viele ihrer Werke sind aber heute entweder verschollen oder werden nicht zugeordnet und sind nur durch solche Hinweise in Briefen bekannt. De Corcelles erhaltene Korrespondenz, insbesondere mit Salomon und Catherine de Charrière de Sévery, gibt zusätzlich einen vertieften Einblick in die Lausanner hohe Gesellschaft in der zweiten Hälfte des 18. Jahrhunderts.
Neben ihren Porträtarbeiten mit Pastellen ist de Corcelles als Dekorateurin bekannt, die u. a. das Privattheater ihres Cousins der Marquis de Langallerie in seinem Lausanner Schloss „Mon Repos“ gestaltet. Das von de Corcelles gestaltete Theater im Schloss Mon Repos war zu seiner Zeit ein bedeutendes kulturelles Zentrum von Lausanne, in dem Produktionen wie Zaïre aufgeführt wurden, die von Voltaire inszeniert wurden, der dort gelegentlich selbst auf der Bühne stand.